# Till sista man
Till sista man (engelska: Wake Island) är en amerikansk krigsfilm från 1942 i regi av John Farrow.

## Handling
En liten grupp amerikanska marinsoldater kämpar för att hindra japanska flottan att ockupera deras bas.

## Rollista i urval
- Brian Donlevy - major Geoffrey Caton
- Macdonald Carey - löjtnant Bruce Cameron
- Robert Preston - menige Joe Doyle
- William Bendix - menige Smacksie Randall
- Albert Dekker - Shad McClosky
- Walter Abel - kommendör Roberts
- Mikhail Rasumny - Ivan Probenzky
- Rod Cameron - kapten Pete Lewis
- Bill Goodwin - sergeant Higbee
- Frank Albertson - Johnny Rudd